# Amynodontidae

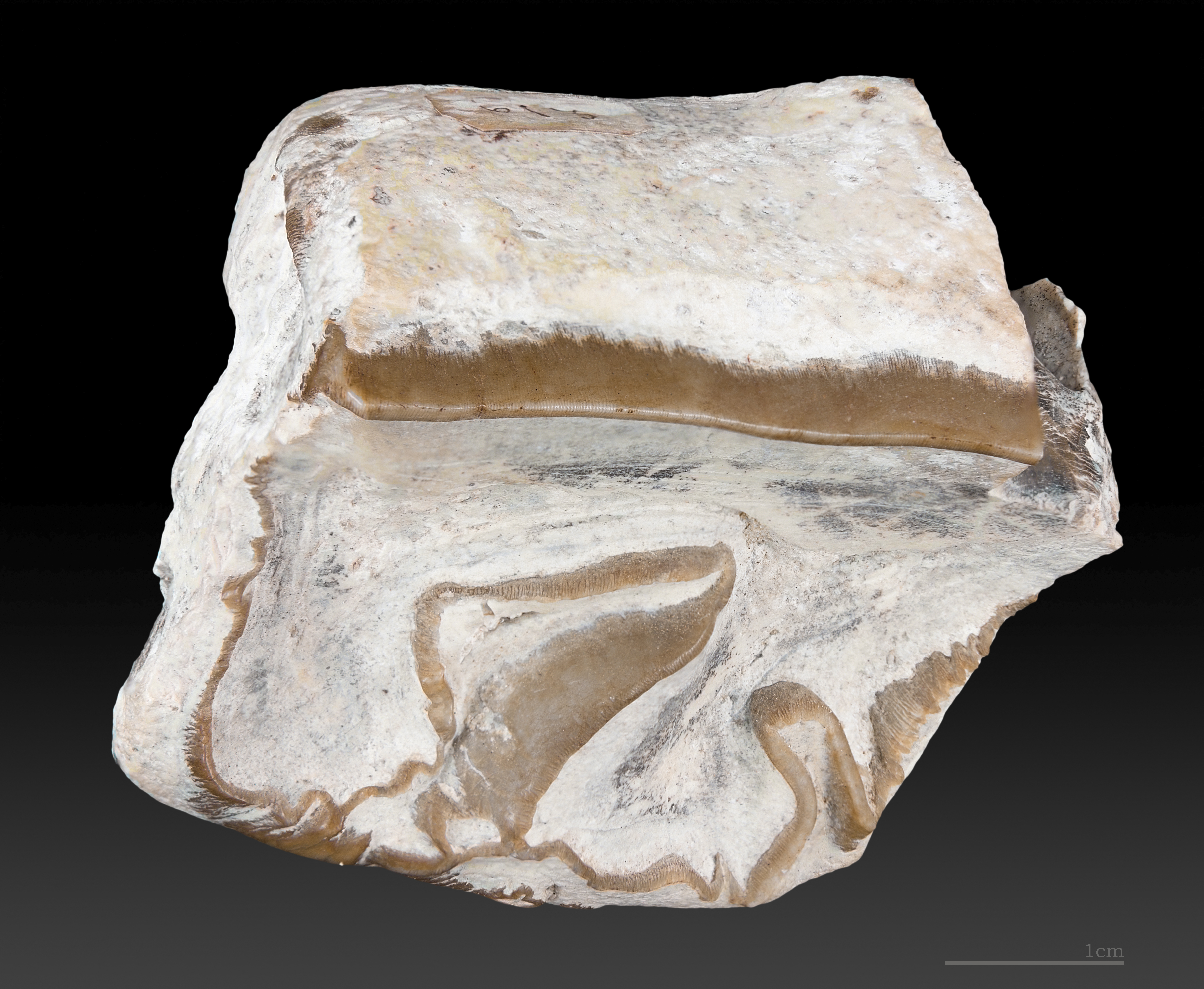
Diente paratipo de Cadurcotherium nouleti – MHNT

Los aminodóntidos (Amynodontidae) son una familia extinguida del orden de los perisodáctilos, similares a los actuales hipopótamos, aunque estaban más emparentados con los rinocerontes actuales. Probablemente eran descendientes de la familia Hyracodontidae, y vivieron en América del Norte, Europa y Asia entre los períodos Eoceno superior y Mioceno.
Las últimas especies del grupo se extinguieron a principios del Mioceno de Norteamérica, debido a la competencia con el verdadero rinoceronte Teleoceras. Aunque eran parientes cercanos de los rinocerontes, su apariencia era más cercana a la de los actuales hipopótamos, con grandes caninos curvos, y probablemente vivían en hábitats semiacuáticos. Algunos aminodóntidos, como Cadurcodon, tenían un aspecto similar al de los tapires.

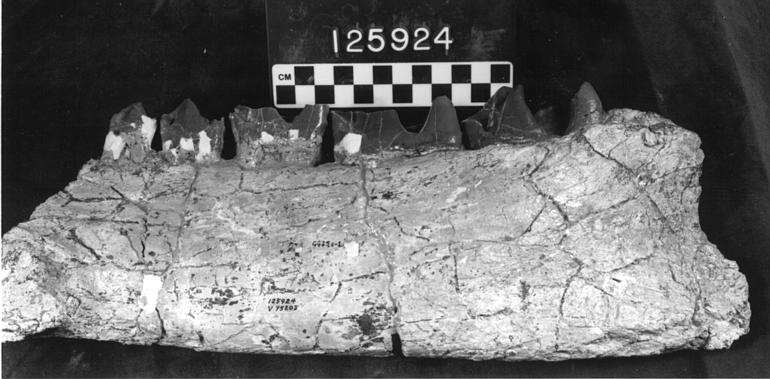
Zaisanamynodon protheroi

El más conocido y longevo de los géneros es Metamynodon, el cual apareció a finales del Eoceno en Asia Central, y eventualmente desaparecería a principios del Mioceno en Norteamérica, mucho después de la extinción de otros géneros de aminodóntidos en Eurasia a finales del Oligoceno.

## Taxonomía

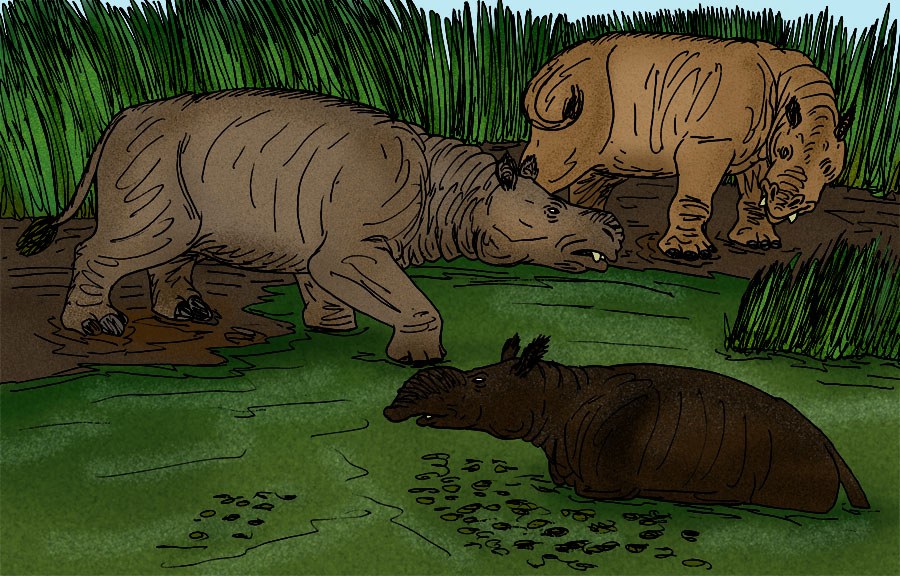
Gigantamynodon, Metamynodon, Cadurcodon

†Amynodontidae
- Subfamilia Amynodontinae
  - Tribu Cadurcodontini
    - Género Cadurcodon
    - Género Lushiamynodon
    - Género Sharamynodon
    - Género Sianodon

  - Tribu Metamynodontini
    - Género Gigantamynodon
    - Género Metamynodon
    - Género Paramynodon
    - Género Zaisanamynodon

  - Tribu incertae sedis
    - Género Amynodon
- Subfamilia incertae sedis
  - Género Amynodontopsis
  - Género Armania
  - Género Cadurcamynodon
  - Género Cadurcopsis
  - Género Cadurcotherium
  - Género Caenolophus
  - Género Euryodon
  - Género Hypsamynodon
  - Género Megalamynodon
  - Género Mesamynodon
  - Género Penetrigonias
  - Género Procadurcodon
  - Género Rostriamynodon
  - Género Teilhardia
  - Género Toxotherium